# Elephant Marsh
Die Elephant Marsh (deutsch: Elefantensumpf) ist eine im Süden Malawis gelegene fruchtbare Aue entlang des Shire-Flusses bis zur Einmündung des Ruo, auf einer Höhe von etwa 100 m über dem Meeresspiegel. Sie ist mit der Ndinde Marsh das am tiefsten liegende Gebiet Malawis und die Gegend mit den höchsten Temperaturen. Sie erstreckt sich 80 km von Nord nach Süd und bis zu 30 km von Ost nach West. Ihre Bevölkerungsdichte ist für malawische Verhältnisse sehr hoch.

## Beschreibung
Die Elephant Marsh wurde 1859 durch David Livingstone entdeckt, der damals dort an einer Stelle 800 Elefanten zählte und dem Gebiet daher den Namen gab. An ihrer Westseite finden sich weitflächig Zuckerrohrplantagen, die mit offenen Grabensystemen bewässert werden. Die Aue wird von Kleinbauern bewirtschaftet, die an den höher gelegenen Rändern siedeln. Sie pflanzen Mais, Baumwolle, Orangen, Zitronen, Mangos, sehr selten auch Gemüse. Daneben treiben sie mit Ziegen, Schafen und Rindern in begrenztem Umfang Viehzucht. Der Viehbestand gilt trotzdem als zu hoch. Die Bauern halten aus Prestigegründen lieber Vieh, anstatt es rechtzeitig zu verkaufen. Dabei wäre diese Sumpflandschaft ein Gebiet mit weit höherer wirtschaftlicher Potenz, vergleichbar der Usangu-Ebene in Tansania, wenn nur ausgefeiltere Bewässerungstechniken angewandt werden könnten, um nicht nur sie selbst, sondern auch ihre weitflächigen Randgebiete für den Reisanbau zu nutzen. Wegen der dünnen Erdschicht und dem darunter liegenden Basalt, der zu einer Versalzung des Wassers führt, gilt eine landwirtschaftliche Intensivierung als schwierig.
Die Elephant Marsh liegt wirtschaftlich günstig zur Stadt Blantyre. Von ihren wirtschaftlichen Zentren Bangula im Süden führt ein regelmäßig neu profilierter Feldweg und von Chikwawa im Norden eine asphaltierte Straße dorthin. Am Südende bei Bangula verläuft die Eisenbahnstrecke Beira-Blantyre der malawischen Eisenbahn. Es gibt tagsüber ein zuverlässiges Transportsystem mit Minibussen. Nachts bleiben die Straßen wegen der wilden Tiere leer. 

## Schutzgebiet
Die Elephant Marsh steht nach der Ramsar-Konvention unter Schutz. Elefanten gibt es in dem Gebiet kaum noch, jedoch ernährt das Gebiet etwa 20.000 Wasservögel. Es wurden 26 Arten gezählt, die dort brüten. Unter ihnen sind der bedrohte Dickschnabelreiher (Ardeola idae), der Klunkerkranich (Bugeranus carunculatus) und der Südafrika-Kronenkranich (Balearica regulorum).  Daneben gibt es Krokodile, die wegen des geringen Fischgehaltes des Shire aggressiv sind. Zudem gilt ihr Bestand hier und in der Ndinde Marsh als zu hoch, was eine Folge ihres Schutzes ist. Vor allem waschende Frauen und spielende Kinder sind durch sie gefährdet.

## Tourismus
Touristisch wird das Gebiet nur langsam erschlossen. Westlich von Chikwawa liegt der Lengwe-Nationalpark, in dem Antilopen und Büffel zu finden sind. Im Majete Reservat gibt es neuerdings Hütten und ein kleines Restaurant, in der Sucoma-Zuckerrohrplantage gibt es ein privates Gehege mit Giraffen und einen Sportclub, der für auswärtige Besucher offen ist. Auch sind von hier die Kapichira-Wasserfälle zu erreichen, aber es gibt weder eine nennenswerte Gastronomie noch nostalgische Hotels in dieser Gegend. Auf der Westseite führt die ganzjährig befahrbare, doch stellenweise schlaglochreiche Asphaltstraße, an der Ostseite am Fuße des Thyolo ein guter Feldweg mit betonierten Furten, die bei Regenfällen aber unpassierbar sind. In das Feuchtgebiet selbst sollte nur mit ortskundigen Führern vorgedrungen werden. Eine Fahrt in wackeligen Pirogen in der Nähe von Krokodilen und Nilpferden ist nur mit Bedacht anzugehen. Sie kann in der Regenzeit aber einen imposanten Eindruck von einer unerschlossenen „Afrika-Vision“ vermitteln. In der Trockenzeit steht diese Aue grün und wird von toten Armen des Shire mäandert. Auch dann fällt eine Orientierung nicht ganz leicht. 